# 罗佳明
罗佳明（1963年4月—），男，汉族，四川乐山人，中华人民共和国政治人物，中国共产党党员，第十三届全国人民代表大会四川地区代表。

## 生平
历任中共乐山市委办公厅政保处副处长、乐山市委、市政府接待办副主任、乐山市委副秘书长、市接待办主任、乐山市市长助理、乐山市委常委、秘书长、宣传部长、乐山市人民政府副市长、峨眉山市委书记。2016年2月，任中共眉山市委副书记、眉山市人民政府市长。2019年12月，任四川省交通运输厅党组书记。2020年1月，任四川省交通运输厅党组书记、厅长。2022年3月，卸任省交通运输厅厅长职务。
2018年2月24日，当选为第十三届全国人大代表。